# Aeroport Internacional José Martí
L'aeroport internacional José Martí (codi IATA: HAV, codi OACI: MUHA), de vegades conegut pel seu antic nom aeroport de Rancho Boyeros, és un aeroport internacional cubà situat al municipi de Boyeros, a 20 km al sud-oest de l'Havana. És el centre de connexions de Cubana de Aviación i d'Aerogaviota, i antic centre de connexions llatinoamericà de l'aerolínia soviètica (després russa) Aeroflot. És el principal aeroport internacional de Cuba i dona servei a diversos milions de passatgers cada any. La instal·lació està gestionada per l'Empresa Cubana d'Aeroports i Serveis Aeronàutics (ECASA).
L'aeroport es troba al municipi de Boyeros i connecta l'Havana amb la resta del Carib, Amèrica del Nord, Central i del Sud, així com amb Europa. Porta el seu nom en memòria del patriota i poeta José Martí. Els ciutadans cubans no poden per llei poseir avions privats, i tots els avions a Cuba pertanyen a companyies aèries de propietat estatal o militars. Només les aeronaus de propietat governamental i estrangeres poden utilitzar les instal·lacions. El 2020, Copa Airlines va ser l'aerolínia estrangera amb més vols a l'aeroport José Martí, operant 34 vols a la setmana des de Ciutat de Panamà i Bogotà.

## Història
L'any 1930 l'actual aeroport José Martí va substituir l'aeròdrom de Colúmbia, que va ser el primer aeroport que va haver-hi a l'Havana. El 1961, les relacions diplomàtiques entre Cuba i els Estats Units es van deteriorar substancialment, i amb el bloqueig econòmic dels Estats Units a Cuba les companyies aèries dels Estats Units no van poder operar vols regulars a l'aeroport. Aquell any, dos dies abans de la fallida invasió de Bahía de Cochinos organitzada per la CIA amb la participació d'exiliats cubans, els avions Douglas A-26 Invader de la Brigada 2506 van bombardejar l'aeroport José Martí i l'aeroport Antonio Maceo de Santiago de Cuba.
A causa de les relacions diplomàtiques de Cuba amb la Unió Soviètica, l'aeroport va gaudir durant les dècades del 1970 i 1980 de la presència de nombroses aerolínies del Bloc de l'Est, com Aeroflot, Czechoslovak Airlines, Interflug i LOT Polish Airlines. El 1977, un Aeroflot Ilyushin Il-62 que operava un vol programat de Moscou a l'Havana via Frankfurt i Lisboa es va estavellar després d'enlairar-se de Lisboa, i van morir 68 dels 70 passatgers i una persona de terra. El 1989 un altre Ilyushin Il-62, operat per Cubana de Aviación com a vol 9046, es va estavellar poc després d'enlairar-se de l'Havana. Els 115 passatgers i els 11 membres de la tripulació, així com diverses persones a terra van morir.
El 1988, es va construir la Terminal 2 en previsió de futurs vols xàrter als Estats Units. A la dècada de 1990 els vols xàrter especials van ser aprovats pel govern dels Estats Units per a operar des de Miami per a ciutadans cubans residents als Estats Units que tinguessin familiars a Cuba. La Terminal 2 va ser remodelada i ampliada el 2010.
El 31 de desembre de 1997 un Concorde va aterrar a Cuba per primera vegada, a l'aeroport José Martí. El vol Londres-París-Barbados-Havana Air France va ser rebut a l'aeroport pel president de Cuba Fidel Castro, que va pujar a l'avió i va saludar la tripulació i els passatgers. El 26 d'abril de l'any següent, el primer ministre del Canadà Jean Chrétien i Fidel Castro van inaugurar la nova Terminal internacional 3. L'any 2002 es va inaugurar la primera terminal de mercaderies del José Martí coneguda com a Aerovaradero Freight Terminal.
El 2007, tres joves reclutes de l'exèrcit cubà van intentar segrestar un avió comercial de passatgers amb l'objectiu de desertar als Estats Units. A la Terminal 1, els segrestadors van matar un dels ostatges, un tinent coronel.
El març de 2015, Sun Country Airlines va començar a operar vols xàrter programats regularment des de Nova York durant el desgel cubà. El servei comercial programat regularment cap a i des dels Estats Units va començar de nou a la tardor del 2016, amb companyies aèries com American, Delta, JetBlue i, després del gener del 2017, Alaska, volant a l'Havana. No obstant això, diverses aerolínies van suprimir els vols a Cuba a finals del 2017 a causa de la decisió del president Donald Trump de tornar a imposar sancions i restriccions. El febrer de 2016, una sala de l'aeroport es va utilitzar com a lloc per a la reunió històrica entre el papa Francesc i el patriarca Ciril I de Moscou.

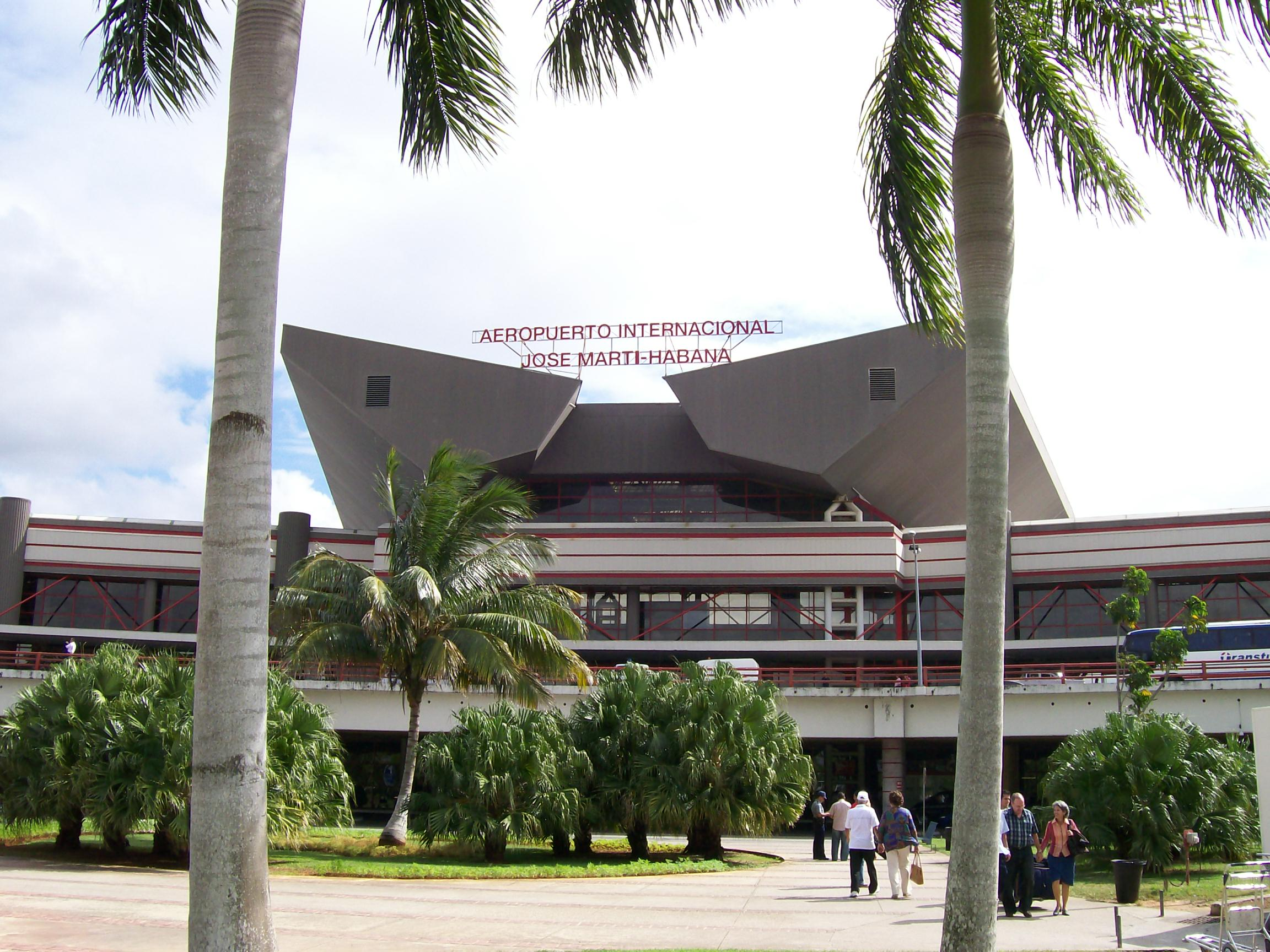
Terminal 3

La Terminal 2 gestiona alguns vols internacionals de llarga distància, com ara Zúric, Frankfurt i Hèlsinki, juntament amb alguns vols al Carib, com ara Aruba, Trinitat i Tobago, i la majoria de vols xàrter programats cap a i des de Miami, Tampa, Fort Lauderdale i Nova York. La Terminal 3 és la principal terminal internacional, inaugurada el 1998. És la terminal més gran i moderna de totes. Les entrades i les sortides es troben al nivell superior i les arribades i les cintes transportadores d'equipatge es troben al nivell inferior. Hi ha diversos serveis de lloguer de vehicles situats a la zona d'arribades.